# Brian Greig
Brian Andrew Greig OAM (sinh ngày 22 tháng 2 năm 1966), chính khách Úc, là một thành viên đảng Dân chủ Úc của Thượng viện Úc từ năm 1999 đến 2005, đại diện cho bang Tây Úc.
Greig sinh ra ở Fremantle, nhưng gia đình ông chuyển đến ngôi làng nhỏ Lancelin khi mới 4 tuổi. Ông đến trường tiểu học ở đó, nhưng được giáo dục trung học ở Trường Hale, Perth. Ông học nghệ thuật tại Đại học Murdoch, nơi ông tham gia vào chính trị của sinh viên.
Khi còn học đại học, Greig đã vận động về vấn đề học phí và vào năm 1986, ông đã giúp tái lập Liên minh sinh viên quốc gia. Ông bắt đầu tham gia vào hoạt động bảo vệ quyền của người đồng tính trong những năm 1990, và giúp thành lập một Hội đồng về Quyền của người đồng tính nữ và đồng tính nam Úc, hiện không còn tồn tại.
Trong những năm 1990, Greig làm việc cho một số chính khách của Đảng Lao động Úc, bao gồm Thượng nghị sĩ Peter Cook, nhưng đã bị vỡ mộng với Lao động và gia nhập Đảng Dân chủ. Từ năm 1995 đến 1999, ông là một ủy viên hội đồng chính quyền địa phương được bầu tại thị trấn Vincent tại Tây Úc.
Tại bầu cử liên bang tháng 10 năm 1998, Greig đã được bầu vào Thượng viện. Ông tuyên bố đồng tính luyến ái trong bài phát biểu quốc hội đầu tiên của mình, là nghị sĩ liên bang đầu tiên làm như vậy. Mặc dù ông đã vận động mạnh mẽ về các vấn đề công bằng xã hội, ông vẫn ít được biết đến cho đến năm 2002. Cựu lãnh đạo Meg Lees đã cố gắng hất cẳng người kế vị của bà và, với sự giúp đỡ của ba phó thượng nghị sĩ khác Aden Ridgeway (NSW), Andrew Murray (WA) và John Cherry (Qld) đã buộc phải từ chức của nhà lãnh đạo Natasha Stott Despoja. Với tư cách là Phó, Ridgeway (người được bầu bởi các thành viên của đảng) dự kiến sẽ lấp chỗ trống và có sự hỗ trợ của Phòng Đảng đa số nhưng Greig đã đưa ra một thách thức muộn và đảng Dân chủ điều hành thay thế ông. Ông đã lãnh đạo đảng trong sáu tuần cho đến khi ông bị đánh bại trong bầu cử lãnh đạo kết quả của Andrew Bartlett vào tháng 10/2002.
Tại Thượng viện, Greig chịu trách nhiệm đưa ra ba điều luật: dự luật về tội diệt chủng ở Úc, dự luật xóa bỏ phân biệt đối xử với người đồng tính nam, đồng tính nữ, song tính, chuyển giới và liên giới tính và một dự luật nhằm thúc đẩy chính phủ sử dụng phần mềm nguồn mở tất cả những người khác. Tuy nhiên, cả ba đều không thành công, vì họ bị chặn bởi chính phủ Quốc gia–Tự do. Greig đứng ra bầu cử lại trong bầu cử năm 2004, nhưng mất ghế của mình cho Rachel Siewert của Xanh Úc. Nhiệm kỳ của ông đã hết hạn vào ngày 30 tháng 6 năm 2005.
Kể từ khi rời quốc hội, Greig đã làm việc trong lĩnh vực bất động sản và đã đóng góp cho các diễn đàn như On Line Opinion và Crikey. Vào ngày 13 tháng 6 năm 2011, Greig đã được trao Huy chương của Dòng Úc vì đã phục vụ cộng đồng với tư cách là người ủng hộ công bằng xã hội cho cộng đồng đồng tính nam và đồng tính nữ. Vào tháng 7 năm 2012, Brian Greig đã được bầu hẹp trong vai trò Chủ tịch Quốc gia của Đảng Dân chủ Úc, sau một lá phiếu quốc gia về tư cách thành viên của đảng. Tuy nhiên, ông đã từ chức ba tuần rưỡi sau đó mà không chủ trì một cuộc họp điều hành quốc gia, và bí thư quốc gia của đảng đã báo cáo "xích mích nghiêm trọng" trong đảng.